# Суйфеньхе
Суйфеньхе́ (кит.: 绥芬河市, піньінь Suifēnhé Shì) — місто в Китаї, розташоване в префектурі Муданьцзян на південному сході провінції Хейлунцзян. Місто отримало свою назву за назву річки Суйфень (Роздольна), котра тече містом.
Суйфеньхе розташоване за декілька кілометрів від російсько-китайського кордону. Останнім часом місто отримало імпульс до розвитку, в зв'язку із великим об'ємом торгівлі між Китаєм та Приморським краєм Росії.

## Географія
Місто розташоване на східному схилі пасма Чанбайшань. Висота над рівнем моря — 500 метрів.

### Клімат
Місто знаходиться у зоні, котра характеризується вологим континентальним кліматом з теплим літом. Найтепліший місяць — липень із середньою температурою 18.9 °C (66 °F). Найхолодніший місяць — січень, із середньою температурою -16.1 °С (3 °F).
| Клімат Суйфеньхе        | Клімат Суйфеньхе | Клімат Суйфеньхе | Клімат Суйфеньхе | Клімат Суйфеньхе | Клімат Суйфеньхе | Клімат Суйфеньхе | Клімат Суйфеньхе | Клімат Суйфеньхе | Клімат Суйфеньхе | Клімат Суйфеньхе | Клімат Суйфеньхе | Клімат Суйфеньхе | Клімат Суйфеньхе |
| Показник                | Січ.             | Лют.             | Бер.             | Квіт.            | Трав.            | Черв.            | Лип.             | Серп.            | Вер.             | Жовт.            | Лист.            | Груд.            | Рік              |
| Середній максимум, °C   | −11              | −7               | 0                | 10               | 18               | 21               | 24               | 24               | 18               | 11               | 0                | −8,3             | 8                |
| Середня температура, °C | −16              | −13              | −5               | 4                | 11               | 15               | 19               | 18               | 12               | 4                | −5               | −13              | 2                |
| Середній мінімум, °C    | −21              | −19              | −11              | −1               | 4                | 9                | 14               | 13               | 6                | −1               | −11              | −18              | −3               |
| Норма опадів, мм        | 5                | 8                | 12               | 29               | 57               | 98               | 113              | 126              | 72               | 39               | 18               | 10               | 588              |
| ----------------------- | ---------------- | ---------------- | ---------------- | ---------------- | ---------------- | ---------------- | ---------------- | ---------------- | ---------------- | ---------------- | ---------------- | ---------------- | ---------------- |
| Джерело: Weatherbase    |                  |                  |                  |                  |                  |                  |                  |                  |                  |                  |                  |                  |                  |

## Населення
60 тисяч мешканців (плюс ще понад 100 тис. приїзних). Етнічний склад: хань (складають більшість), корейці, хуей, маньчжури та інші.

## Історія
Суйфеньхе виник на місці кількох сіл на початку XX століття, як прикордонна залізнична станція КВЖД.
В 1975 році Суйфеньхе став містом. З 1992 року місто має статус «відкритого міста-порту».

## Економіка та інфраструктура

### Транспорт
Місто є важливим транспортним вузлом. В місті існує авто і залізничний вокзал.

### Промисловість
До 2005 року промисловість носила локальний характер.